# Trichomycterus boylei
Trichomycterus boylei är en fiskart som först beskrevs av Nichols, 1956.  Trichomycterus boylei ingår i släktet Trichomycterus och familjen Trichomycteridae. Inga underarter finns listade i Catalogue of Life.